# Armored Core: Nexus
Armored Core: Nexus (アーマード・コア ネクサス?, Āmādo Koa: Nekusasu) è un videogioco pubblicato dalla Agetec nel 2004, parte della serie di videogiochi Armored Core.